# Marija Itkinová
Marija Itkinová, rusky Мария Леонтьевна Иткина (3. února 1932 Roslavl – 1. prosince 2020, Minsk) byla sovětská atletka, běžkyně, mistryně Evropy v běhu na 200 metrů z roku 1954 a v běhu na 400 metrů z roku 1958 a 1962.

## Osobní rekordy
- 100 m – 11,4 (1960)
- 200 m – 23,4 (1956)
- 400 m – 52,9 (1965)